# Lengyelország pozsonyi nagykövetsége
Lengyelország pozsonyi nagykövetsége (lengyelül: Ambasada Rzeczypospolitej Polskiej w Bratysławie, szlovákul: Veľvyslanectvo Poľskej republiky v Bratislave) 1925 óta működő diplomáciai misszió Pozsonyban. Kezdetben konzulátusként, majd főkonzulátusként működött, 1993-ban alakították át nagykövetséggé. Az intézmény 2015-től az ul. Paulínyho 7. szám alatt működik.

## Előzménye, története
Lengyelország 1925-ben nyitotta meg az akkori Csehszlovákiában a pozsonyi konzulátusát, amit 1938-ban főkonzulátusi rangra emelt. 1939-ben, Lengyelország német megszállását követően az intézmény megszűnt, csak 1947-ben nyitott újra, ismét főkonzulátusként. 1993-ban, az önálló Szlovákia megalakulását követően a főkonzulátust nagykövetségi rangra emelték, de az első nagykövetet csak 1996-ban nevezték ki. A követség 2015-ben költözött át az ul. Hummelovejből az ul. Paulínyho 7 szám alá.

## Fordítás
- Ez a szócikk részben vagy egészben  az   Ambasada RP w Bratysławie című lengyel Wikipédia-szócikk ezen változatának fordításán alapul.  Az eredeti cikk szerkesztőit annak laptörténete sorolja fel. Ez a jelzés csupán a megfogalmazás eredetét és a szerzői jogokat jelzi, nem szolgál a cikkben szereplő információk forrásmegjelöléseként.
- Ez a szócikk részben vagy egészben  a   Veľvyslanectvo Poľskej republiky v Bratislave című szlovák Wikipédia-szócikk ezen változatának fordításán alapul.  Az eredeti cikk szerkesztőit annak laptörténete sorolja fel. Ez a jelzés csupán a megfogalmazás eredetét és a szerzői jogokat jelzi, nem szolgál a cikkben szereplő információk forrásmegjelöléseként.